# 蘇維埃宮 (聖彼得堡)

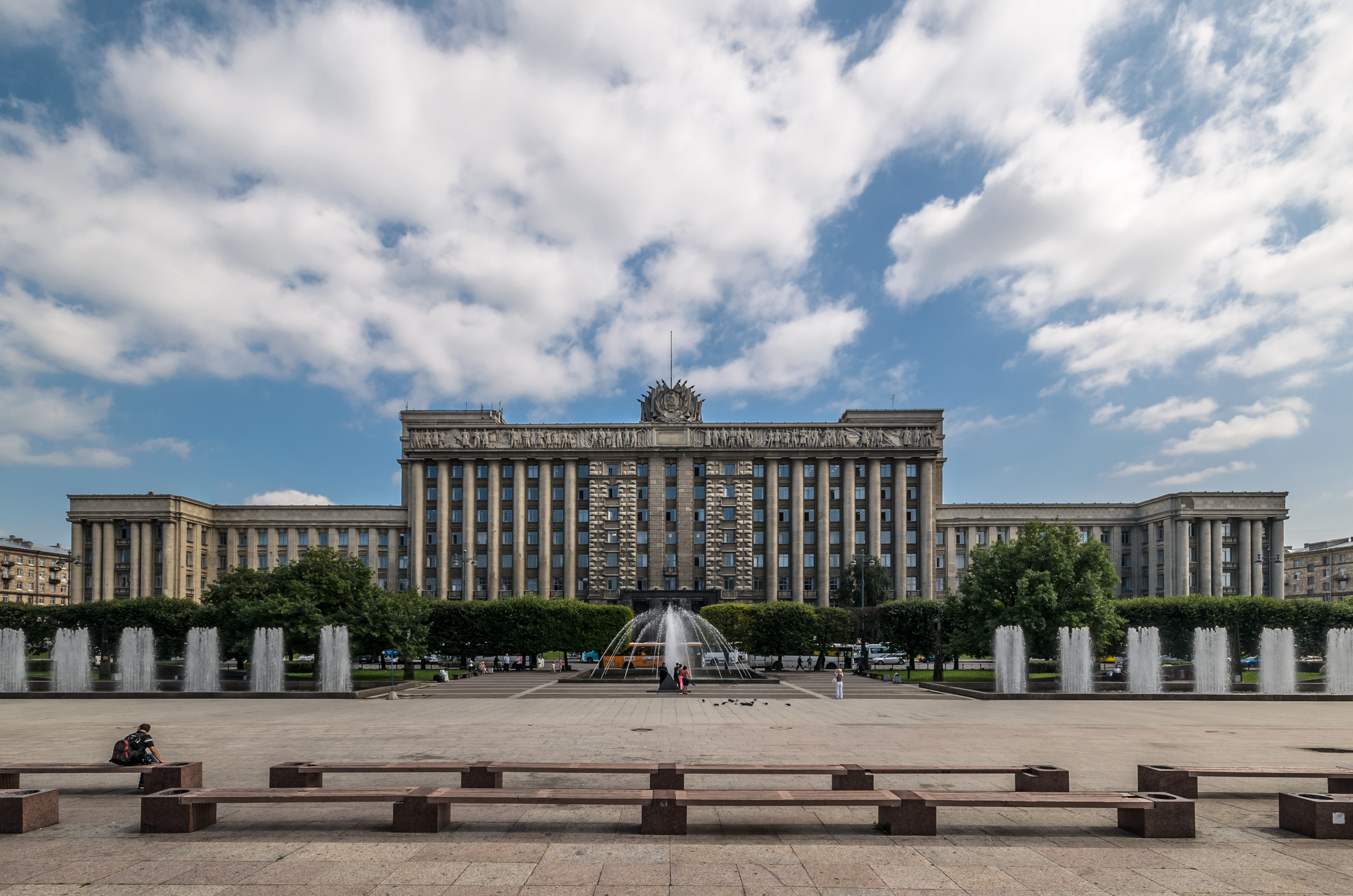
蘇維埃宮

蘇維埃宮（俄语：Дом Советов）是位於俄羅斯聖彼得堡的一座1930年代後期的辦公建築。該建築原本計劃用作列寧格勒的蘇維埃辦公大樓，竣工於納粹入侵蘇聯之前。但該建築從未用於預定的目的。在列寧格勒圍困站期間，這裡曾是蘇聯紅軍的指揮所。二戰後這裡是電子元件的研究所。

## 外部連結
- Wandering Camera: House of Soviets.（页面存档备份，存于）
- Early and contemporary photos of the House of Soviets. - （俄文）
- Architectural proposals for the House of Soviets in Leningrad. - （俄文）